# Spekulum

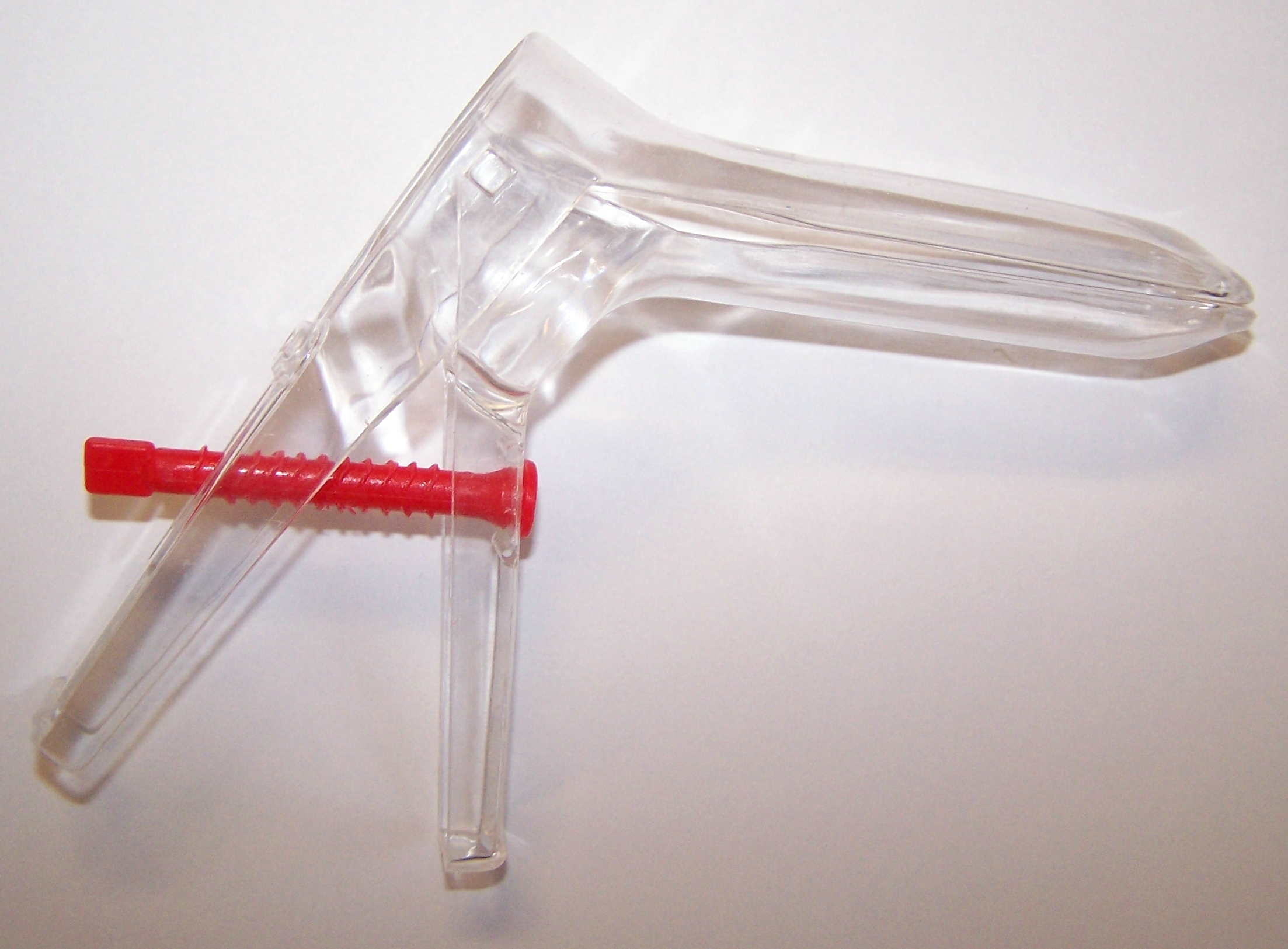
Engångsspekulum av plast för undersökning av vagina.

Spekulum (uttal: ['spekulum]),  även speculum, är ett medicinskt instrument. Det används för att vidga kroppsöppningar vid medicinska och anatomiska undersökningar, såsom exempelvis näshålan, analöppningen, öronen eller slidan. Instrumentets funktion är att hålla isär öppningens väggar, för att underlätta undersökningen av en lång kroppskanal innanför öppningen.
Ordet kommer från latinets speculum, med betydelsen '(hand)spegel'. Det kommer ursprungligen från verbet specio, 'se', 'betrakta'.
Det finns olika former, beroende på vilken hålighet som skall undersökas.